# Zhang Guoqing

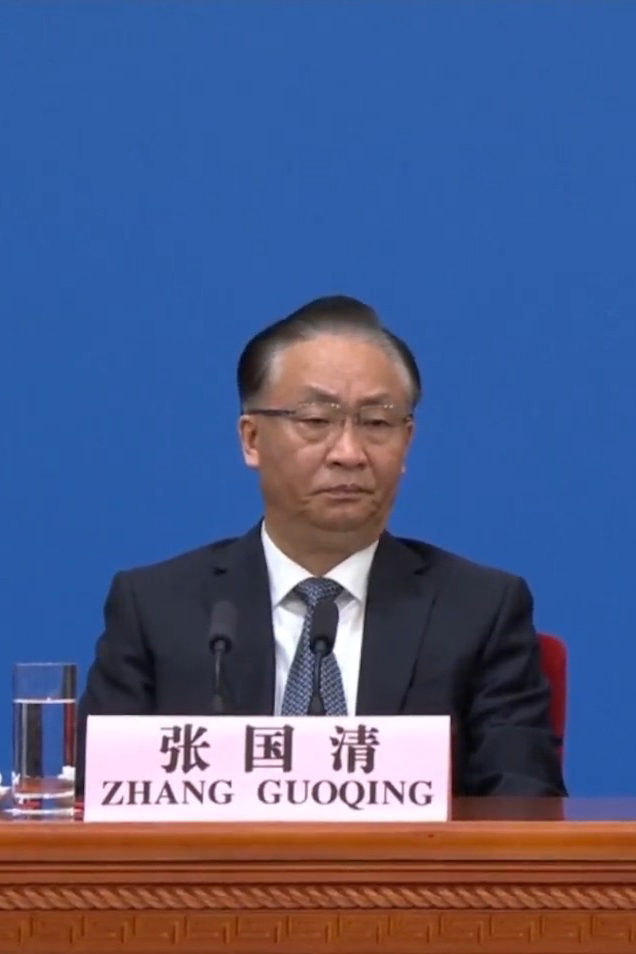
Zhang Guoqing (13. März 2023)

Zhang Guoqing (chinesisch 张国清, Pinyin Zhāng Guóqīng; * August 1964 in Luoshan, Provinz Henan) ist ein Wirtschaftsmanager und Politiker der Kommunistischen Partei Chinas (KPCh) in der Volksrepublik China, der unter anderem zwischen 2004 und 2008 zunächst Präsident und daraufhin von 2008 bis 2013 Geschäftsführender Generaldirektor des Industrieunternehmens NORINCO war. Er war außerdem zwischen 2016 und 2018 Bürgermeister von Chongqing und von 2019 bis 2020 Bürgermeister von Tianjin sowie zwischen 2020 und 2022 Sekretär des Parteikomitees der KPCh der Provinz Liaoning war. Er ist seit 2022 Mitglied des Politbüros der KPCh sowie seit 2023 auch Vizeministerpräsident im Staatsrat der Volksrepublik China.

## Leben
Zhang Guoqing, der zum Han-Volk gehört, begann nach dem Schulbesuch 1981 ein Studium am Institut für optische Präzisionsmaschinen in Changchun, der heutigen Changchun Universität für Wissenschaft und Technik, welches er 1985 beendete. Er wurde im Juli 1984 Mitglied der KPCh und nahm im September 1985 eine erste berufliche Tätigkeit auf. Zugleich begann er 1985 ein postgraduales Studium an der Fakultät für Wirtschaft und Management der Nanjing Universität für Wissenschaft und Technologie und schloss dieses 1987 ab. Danach wurde er Mitarbeiter der NORINCO, ein Industrieunternehmen mit den Schwerpunkten Maschinenbau, Fahrzeugbau, Anlagentechnik und Rüstungstechnologie, und war zwischen 1996 und 2004 Vizepräsident der NORINCO sowie zugleich von 1998 bis 2004 Sekretär des Parteikomitees des Unternehmens. Außerdem fungierte er zwischen 1999 und 2008 als stellvertretender geschäftsführender Generaldirektor der NORINCO und wurde zudem 1999 Mitglied der Parteiführungsgruppe des Unternehmens. In dieser Zeit begann er 2000 auch sein Promotionsstudium am Institut für Wirtschaftsmanagement der Tsinghua-Universität und erwarb dort 2004 einen Doktor der Wirtschaftswissenschaften mit dem Schwerpunkt Quantitative Ökonomie, wobei er zwischenzeitlich 2001 noch einen Studienaufenthalt an der Harvard Business School (HBS) absolvierte. Nachdem er zwischen 2004 und 2008 Präsident der NORINCO war, fungierte er von 2008 bis 2013 in Personalunion als geschäftsführender Generaldirektor und stellvertretender Sekretär des Parteikomitees der NORINCO.
Auf dem 17. Parteitag der Kommunistischen Partei Chinas (15. 21. Oktober 2007) wurde Zhang zunächst zum Kandidaten des Zentralkomitees der Kommunistischen Partei Chinas (ZK der KPCh) gewählt und auf dem darauf folgenden 18. Parteitag der KPCh (8. bis 14. November 2012) erstmals zum Mitglied des ZK, einem Parteigremium, dem er nach seinen Bestätigungen auf dem 19. Parteitag (18. bis zum 24. Oktober 2017) und dem 20. Nationalen Parteikongress der KPCh (16. bis 22. Oktober 2022) seither angehört. Nachdem er zwischen 2013 und 2017 stellvertretender Sekretär des Parteikomitees von Chongqing war, wurde er am 30. Dezember 2016 als Nachfolger von Huang Qifan zunächst kommissarischer Bürgermeister von Chongqing, eine durch Abtrennung von der Provinz Sichuan entstandene regierungsunmittelbare Stadt. Am 19. Januar 2017 trat er dieses Amt offiziell an und bekleidete das Amt des Bürgermeisters bis zum 2. Januar 2018, woraufhin Tang Liangzhi ihn ablöste.

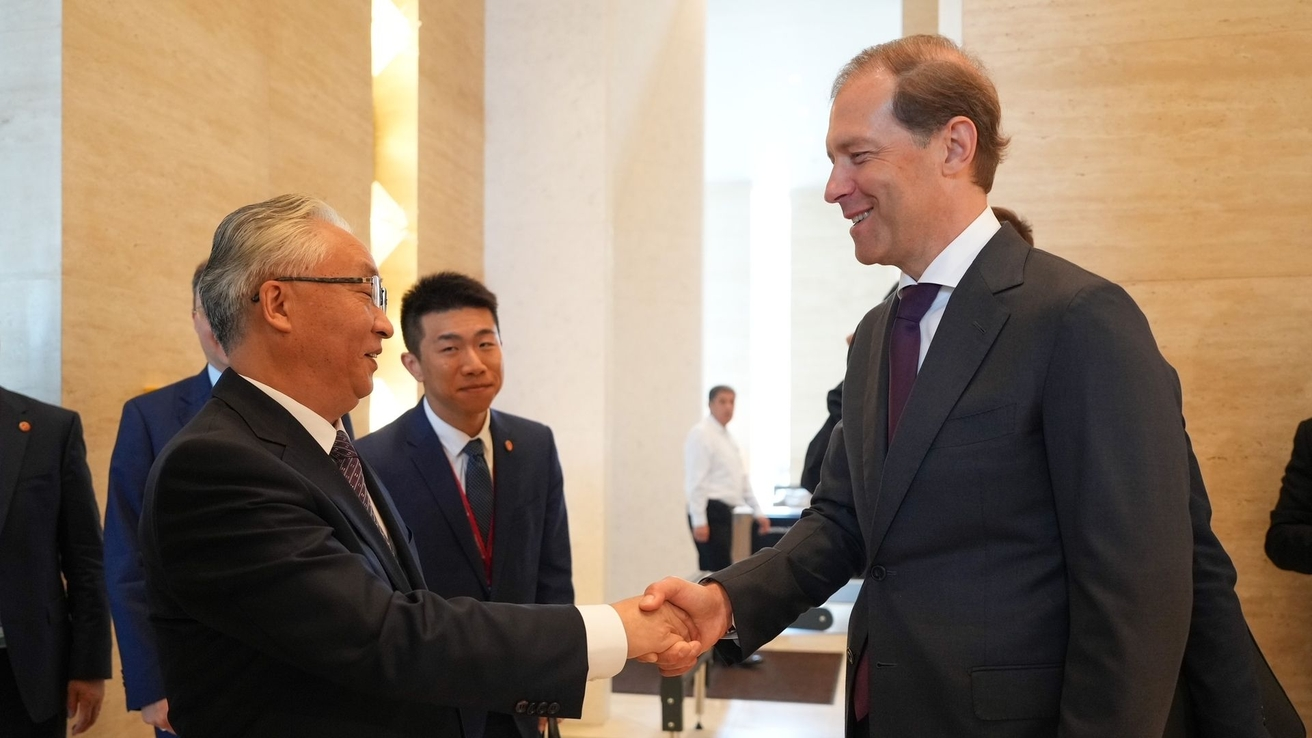
Zhang Guoqing mit dem russischen Vizeministerpräsidenten Denis Walentinowitsch Manturow beim Eastern Economic Forum (11. September 2023)

Nach einer kurzen Tätigkeit als Vize-Bürgermeister wurde Zhang Guoqing am 2. Januar 2018 als Nachfolger von Wang Dongfeng zunächst kommissarischer Bürgermeister der regierungsunmittelbaren Stadt Tianjin und übernahm das Amt am 29. Januar 2018 offiziell. Er verblieb auf diesem Bürgermeisterposten bis zum 3. September 2020 und wurde daraufhin von Liao Guoxun abgelöst. Er selbst wiederum übernahm am 1. September 2020 von Chen Qiufa die Funktion als Sekretär des Parteikomitees der Provinz Liaoning und hatte diese Funktion bis zu seiner Ablösung durch Hao Peng am 28. November. In dieser Funktion war er auch Vorsitzender des Ständigen Ausschusses des Volkskongresses dieser Provinz.
Auf dem 20. Nationalen Parteikongress der KPCh wurde Zhang im Oktober 2022 nicht nur als Mitglied des ZK der KPCh bestätigt, sondern zugleich auch zum Mitglied des Politbüros des ZK gewählt und gehört diesem Parteiführungsgremium seither an. Des Weiteren wurde er am 12. März 2023 Vizeministerpräsident im Staatsrat der Volksrepublik China und ist damit neben Ding Xuexiang, He Lifeng und Liu Guozhong einer der Stellvertreter von Ministerpräsident Li Qiang und befasst sich insbesondere mit Industrie- und Wirtschaftsangelegenheiten.

## Veröffentlichung
- 和谐社会研究, (Harmonische Gesellschaftsforschung), 2006